# 火影忍者劇場版：血獄
《火影忍者劇場版 血獄》是《火影忍者疾風傳》電影系列的第五部，於2011年7月30日起在日本戲院上映。

## 故事大綱
因枉罪而遭囚禁的鳴人，被送入了無法逃離的監獄·鬼燈城。
被城主·無為剝奪了忍者力量的鳴人，也同時被神秘的囚徒們接近。
草忍村的暗部·龍舌，另有陰謀的雲之忍者·麻呂伊…在最後，他們的目標究竟是？
主張伸冤的鳴人因不斷嘗試逃獄，其性命也遭不少人狙擊！
鬼燈——在花語中的含意為【虛偽】。
在邪氣之城內隱藏的悲慘事實被揭開之時，賭上聲譽的忍者也將展開他們最後的決戰……

## 同時上映
火熱的中忍考試！鳴人VS木葉丸（炎の中忍試験!ナルトVS木ノ葉丸!）
爲了提升戰力，應付逼近世界的危機...【第四次忍界大戰】而決定舉辦的【中忍考試】。
以火影為目標的木葉村下忍·木葉丸也將參與這一次的【中忍考試】，并在最後的考試與自己憧憬的忍者·鳴人一決勝負！
這場比試，哪一方都不能敗。
勝出的究竟是哪一位呢？

## 电影主题曲
鳴人VS木葉丸：Future Eve / OKAMOTO'S
染血的囚徒：雄叫び / 遊助
本次的電影主題曲由曾演出JUMP人氣漫畫《教頭當家》電視劇版的 上地雄輔 演唱。
而這首歌的詞，也是他本人精心為這部電影版創作的，并借此機會傳達《火影忍者》這部作品中的奮鬥精神。

## 配音
- 漩渦鳴人：竹内順子（日）／蔣篤慧（台灣）
- 猿飛木葉丸：大谷育江（日）／丘梅君（台灣）
- 無為：寺杣昌紀（日）／陳幼文（台灣）
- 龍舌：園崎未惠（日）／林凱羚（台灣）

暗中潛入鬼燈城的花派間諜，本篇劇場版女主角。喜歡無垢，劇情最後為救鳴人的性命而使用禁術犧牲，死後鳴人將她葬在無為右邊。
- 無垢(悟)：中村悠一（日）／何志威（台灣）
- 殺人蜂：江川央生（日）／陳幼文（台灣）
- 麻呂伊：上川隆也（日）／馬國堯（台灣）

## 制作
- 原作：岸本斉史
- 監督：村田雅彦
- 脚本：東山彰良
- 角色设计：西尾鐵也·鈴木博文·山下宏幸·薮野浩二
- 音楽：高梨康治 、刃-yaiba-

此次的電影版劇本，由曾獲得【這個懸案真厲害！大獎】 及 【大藪春彥獎 （页面存档备份，存于）】的作家·東山彰良負責編寫。
角色設計方面，也加入了鈴木博文·山下宏幸·薮野浩二，三位作畫家的助陣。
而監督一職，與第四部劇場版相同，由曾參與制作過《屍姬 赫》《屍姬玄》等作品的むらた雅彥擔任，音樂則同樣由高梨康治、刃（-yaiba-）兩位老伙計出任。

## 外部連結
- （日語）官方網站

| Animax 星期六 21:00－23:00 節目 | Animax 星期六 21:00－23:00 節目        | Animax 星期六 21:00－23:00 節目 |
| ------------------------------- | -------------------------------------- | ------------------------------- |
|                                 | 火影忍者劇場版 血獄 （2016年12月31日） |                                 |
| 火影忍者劇場版 雪姬忍法帖       | —                                      |                                 |